# 미국 국립동물원

미국 국립동물원

미국 국립동물원(美國國立動物園)은 미국 워싱턴 D.C.에 워치한 동물원으로, 미국에서 가장 오래된 동물원(중 하나)이다. 스미스소니언 협회에 속해있다.

## 시설
하마, 거북, 코모도왕도마뱀, 아시아코끼리, 바다악어, 오랑우탄, 수마트라코뿔소등등이있다.